# Ferrocarriles Estatales de la República de Turquía

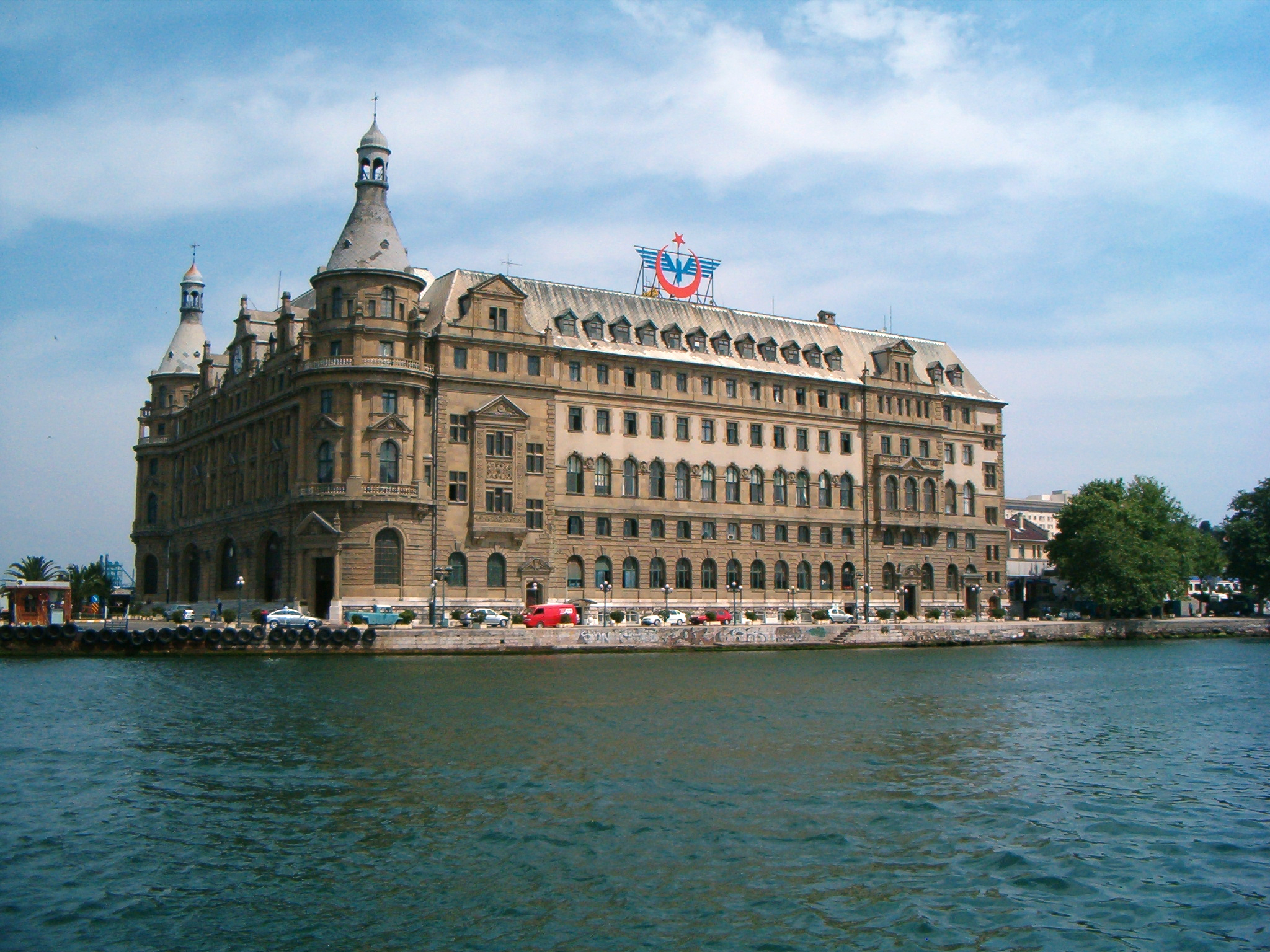
Estación Haydarpaşa de Estambul.

Red ferroviaria de TCDD en 2012.

Ferrocarriles Estatales de la República de Turquía (en turco: Türkiye Cumhuriyeti Devlet Demiryolları o TCDD) es la empresa estatal que opera el sistema ferroviario en Turquía. La organización fue fundada en 1929 para hacerse cargo de la operación de los ferrocarriles que quedaban dentro de las fronteras de la República de Turquía después de la disolución del Imperio otomano, cuya red ferroviaria había sido gestionada y financiada por empresas privadas. TCDD opera más de 10.991 kilómetros de líneas ferroviarias y es miembro de Interrail.

## Líneas internacionales

### Líneas europeas (desdeestación de Sirkeci)
- Bosphor Express (Bosfor Ekspresi) 81032 - 4644 - 462, Ruta: Estambul, Estación de Sirkeci, Turquía - Kapikule, Turquía - Svilengrad, Bulgaria - Dimitrovgrad, Bulgaria - Rousse, Bulgaria - Bucarest, Rumania y viceversa.
- Balkan Express (Balkan Ekspresi) 490, Conexión en Dimitrovgrad, Bulgaria con el Bosphor Express, Ruta: Dimitrovgrad, Bulgaria - Sofía, Bulgaria - Niš, Serbia - Belgrado, Serbia y viceversa.
- Amity Express (Dostluk/Φιλια) 81022 - 445, Ruta: Estambul, Estación de Sirkeci, Turquía - Uzunköprü, Turquía - Pythion, Grecia - Salónica, Grecia y viceversa. .
- Línea Estambul - Salónica, IC 90/91, 81712, 82902, Ruta: Estambul, Estación de Sirkeci, Turquía - Uzunköprü, Turquía - Pythion, Grecia - Alexandroupolis, Grecia - Komotini, Grecia - Xánthi, Grecia - Dráma, Grecia - Serres, Grecia - Kilkís, Grecia - Salónica, Grecia y viceversa.[1]

## Líneas asiáticas (desdeestación de Haydarpaşa)
- Trans-Asia Express (Trans-Asya Ekspresi), Ruta: Estambul, estación de Haydarpaşa, Turquía - Eskişehir, Turquía - Ankara, Turquía - Kayseri, Turquía - Sivas, Turquía - Malatya, Turquía - Elazığ, Turquía - Muş, Turquía - Tatvan, Turquía - Tatvan, Turquía - Van, Turquía - Kapıköy, Tuquía - Razi, Irán - Tabriz, Irán - Teherán, Irán y viceversa.
- Línea Van - Tabriz , Ruta: Van, Turquía - Özalp, Turquía - Kapıköy, Turquía - Razi, Irán - Selmas, Irán - Tabriz, Irán y viceversa.
- Línea Teherán - Damasco, Ruta: Teherán, Irán - Tabriz, Irán - Razi, Irán - Kapıköy, Turquía - Van, Turquía - Tatvan, Turquía - Muş, Turquía - Elazığ, Turquía - Malatya, Turquía - Fevzipaşa, Turquía - İslahiye, Turquía - Meydanekbez, Turquía - Alepo, Siria - Damasco, Siria y viceversa.
- Taurus Express (Toros Ekspresi), Ruta: Estambul, estación de Haydarpaşa, Turquía - Eskişehir, Turquía - Kütahya, Turquía - Afyon, Turquía - Konya, Turquía - Adana, Turquía - Fevzipaşa, Turquía - İslahiye, Turquía - Meydanekbez, Turquía - Alepo, Siria - Damasco, Siria y viceversa.
- Gaziantep - Bagdad (temporalmente suspendida desde el 13 de marzo de 2003), Ruta: Gaziantep, Turquía - Karkamış, Turquía - Akçakale, Turquía - Ceylanpınar, Turquía - Şenyurt, Turquía - Nusaybin, Turquía - Al Qamishli, Siria - El-Yaribieh, Irak - Rabia, Irak - Mosul, Irak - Bagdad, Irak[2]